# Westi is SSSR
Westi is SSSR. Prawa tscheloweka (russisch Вести из СССР. Права человека, wiss. Transliteration Vesti iz SSSR. Prava čeloveka; „Nachrichten aus der UdSSR. Menschenrechte“) war ein Mitteilungsblatt einer Reihe von internationalen Menschenrechtsorganisationen. Es druckte in den späten 1970er und 1980er Jahren Materialien zur Situation der Oppositionsbewegung in der UdSSR.
Westi is SSSR wurde 1978 auf Initiative des russischen Menschenrechtsverteidigers Kronid Ljubarski gegründet.
Von 1978 bis 1979 erschien die Zeitschrift monatlich, ab 1980 zweimal im Monat, in russischer und englischer Sprache. Sie existierte bis 1989. Sie wurde mit Unterstützung der gesellschaftspolitischen Zeitschriften Tetradi samisdata (Brüssel, Belgien) und Strana i mir (München, Deutschland) veröffentlicht.
Sie organisierte Proteste zur Verteidigung der Menschenrechtsaktivisten Oles Berdnyk, Juri Badsjo und anderer.
Die Seiten der Publikation enthielten viele Informationen über die Figuren der krimtatarischen und jüdischen nationalen Bewegungen in der Ukraine.